# Climeniperaeus
Climeniperaeus is een geslacht van kreeftachtigen uit de klasse van de Malacostraca (hogere kreeftachtigen).

## Soorten
- Climeniperaeus orbitospinatus (Bruce, 1969)
- Climeniperaeus truncatus (Rathbun, 1906)
- Climeniperaeus truncoideus (Chace & Bruce, 1993)